# Cabaret
Cabaret – miasto na Haiti, w departamencie Zachodnim.